# 주가화
주가화(朱家驊, 1893년 4월15일~1963년 1월 3일)는 중화민국의 정치가다. 대한민국의 독립운동에 기여한 공로가 인정되어 1977년 건국훈장 대통령장에 추서되었다.

## 생애
- 주가화는 1893년 4월 15일 저장성 호주부 우싱현에서 태어났다. 1911년 신해혁명이 발발하자 상하이에서 혁명파에 속한 중국결사단에 가입했고 1912년 동제의공전문학교 전기과에 복학했다. 1914년 독일 베를린 공대에서 야금술을 배우다가 제1차세계대전의 여파로 1917년 귀국하여 베이징 대학에서 잠시 독일어 교사로 일했다. 얼마후 스위스 베른 대학에 입학하였고 1920년 다시 독일로 돌아가 베를린 대학에서 지질학을 공부했으며 1922년 철학 박사 학위를 수여받았다.
- 베이징 대학, 국립광둥대 등에서 대학 교수 등을 지내다가 1926년 11월 광저우 국민정부의 광둥성 정부위원으로 발탁되면서 본격적인 정치 경력을 시작했다.
- 1949년 중화민국 정부를 따라 대만으로 이주했고 1950년 7월 중국 국민당 중앙평의위원에 선임되었다.
- 1963년 1월 3일 향년 69세로 대만에서 병사했다.

## 대한민국 독립운동 지원
- 1940년 중국 중경에서 한국 광복군 창설 지원, 1945년까지 물질적 원조
- 1942년 대한민국 임시정부 승인을 중국국민혁명군 총사령관 장개석에게 건의[1]